# Julia Ratcliffe
Julia Ratcliffe (Hamilton, 14 de julio de 1993) es una deportista de Nueva Zelanda que compite en atletismo.
Ganó tres medallas en los Juegos de la Mancomunidad, oro en 2018 y plata en 2014 y 2022. Participó en los Juegos Olímpicos de Tokio 2020, ocupando el noveno lugar en la prueba de lanzamiento de martillo.